# Vestido bajando la escalera
Vestido bajando la escalera és una pintura d'Eduardo Arroyo. Pertany a la col·lecció de l'Institut Valencià d'Art Modern, a València. Forma part de la sèrie Pintores ciegos.
Arroyo, que es va exiliar a París durant la dècada de 1960 i va intentar convertir-se en escriptor, va decidir passar-se a la pintura als anys setanta. Juntament amb Gilles Aillaud i Antonio Recalcati, van impulsar col·lectivament la pintura Vivre et laisser mourir ou la fin tragique de Marcel Duchamp, una obra en vuit peces destinada a criticar l’ art francès contemporani. Volien que Vestido bajando la escalera fos una continuació de l'anterior, així com un contrapunt en estil pop art al Nu descendent un escalier de Duchamp. A diferència de l'obra de Duschamp, el vestit no baixa per les escales, sinó que sembla que flota, un paisatge que s'ha considerat com a crítica contra l'acomodació de l'art.